# Benzenoide
Em química orgânica, o benzenoide é um composto incolor, volátil, inflamável, tóxico, ligeiramente solúvel em água, líquido, aromático, C6H6, obtido principalmente de alcatrão de carvão: usado na fabricação de produtos químicos comerciais e medicinais, corantes e como solvente para resinas, gorduras ou semelhantes. 
Esses compostos aumentaram a estabilidade da ressonância nos anéis de benzeno. A maioria dos hidrocarbonetos aromáticos são benzenoides. Compostos benzenoides como tolueno, benzeno e xileno são os principais componentes do petróleo e da gasolina e são conhecidos por serem emitidos para a atmosfera quando esses combustíveis evaporam ou são parcialmente queimados.
Em matemática, um benzenoide é um fuseno que é um subgrafo da rede hexagonal regular (ou seja, um polihexadecimal simplesmente conectado).